# And the Best Has Yet to Come
And the Best Has Yet to Come è una compilation del gruppo metal Extrema uscito nel 2003.

## Tracce
1. The World Decline (04:13)
2. Divin' (02:24)
3. Release (03:44)
4. Mollami/mi hai rotto (remix pesante) (feat. Articolo 31) (03:24)
5. Vai bello/qui non si scherza (feat. Articolo 31) (04:00)
6. Dude (Fucking mix) (02:46)
7. All Around (War Hate mix) (03:42)
8. Dai tempi del paron (03:09)
9. Truth Hits Everybody (The Police cover) (02:16)
10. Too Drunk to Fuck (02:37)